# Municipio de Thingvalla
El municipio de Thingvalla (en inglés: Thingvalla Township) es un municipio ubicado en el condado de Pembina en el estado estadounidense de Dakota del Norte. En el año 2010 tenía una población de 101 habitantes y una densidad poblacional de 1,08 personas por km².

## Geografía
El municipio de Thingvalla se encuentra ubicado en las coordenadas 48°40′39″N 97°50′55″O / 48.67750, -97.84861. Según la Oficina del Censo de los Estados Unidos, el municipio tiene una superficie total de 93.35 km², de la cual 93,32 km² corresponden a tierra firme y (0,02 %) 0,02 km² es agua.

## Demografía
Según el censo de 2010, había 101 personas residiendo en el municipio de Thingvalla. La densidad de población era de 1,08 hab./km². De los 101 habitantes, el municipio de Thingvalla estaba compuesto por el 96,04 % blancos, el 3,96 % eran de otras razas. Del total de la población el 3,96 % eran hispanos o latinos de cualquier raza.